# Eth
Eth hay edh (phát âm như "ét-tờ"; chữ hoa: Ð; chữ thường: ð) là một chữ cái trong các tiếng Anh cổ, Anh trung cổ, tiếng Iceland, tiếng Faroe (gọi chữ này là edd), và tiếng Älvdalen. Nó từng được sử dụng trong Scandinavia vào thời Trung Cổ nhưng về sau được thay thế bằng dh rồi d. Chữ eth vẫn được sử dụng tại Iceland và quần đảo Faroe. Dạng viết hoa là chữ D hoa có dấu gạch ngang vào nét dọc, vì thế dễ bị nhầm lẫn với chữ Đ của tiếng Việt. Dạng viết thường là chữ D thường viết theo kiểu chữ hòn đảo (insular script) có dấu gạch ngang qua cuống của chữ.
Dạng viết thường của eth cũng có nghĩa âm tắc quặt lưỡi hữu thanh trong Bảng mẫu tự phiên âm quốc tế (IPA) và đôi khi xuất hiện trong sách vở toán học và kỹ sư để tượng trưng cho phép đạo hàm riêng có trọng lượng xoay. Dạng viết hoa của eth là ký hiệu của đơn vị tiền tệ mật mã Dogecoin.